# ألما لوند
ألما لوند (بالبوكمول: Alma Lund) هي ممثلة نرويجية، ولدت في 30 أبريل 1854، وتوفيت في 9 أكتوبر 1932 بأوسلو في النرويج.

## وصلات خارجية
- ألما لوند على موقع IMDb (الإنجليزية)
- ألما لوند على موقع قاعدة بيانات الفيلم (الإنجليزية)